# Jean-Baptiste de Champflour
Pour les articles homonymes, voir Champflour.
Jean-Baptiste de Champflour, né le 5 juin 1685 à Clermont et mort le 6 février 1768, est un prélat français du XVIIIe siècle, évêque de Mirepoix de 1737 à 1768.

## Biographie
Jean-Baptiste de Champflour est fils de Blaise de Champlour et Hélène de Laire, et le neveu d'Étienne de Champflour, évêque de La Rochelle.
Champlour étudie la théologie à Bourges et devient chanoine et abbé du chapitre de cathédrale de La Rochelle, official et grand vicaire du diocèse de Clermont. 
En 1737, il est fait évêque de Mirepoix et le reste jusqu'à sa mort en 1768.